# 1654 Боєва
1654 Боєва (1654 Bojeva) — астероїд головного поясу, відкритий 8 жовтня 1931 року.
Тіссеранів параметр щодо Юпітера — 3,217.